# John Hays Hammond, Jr.

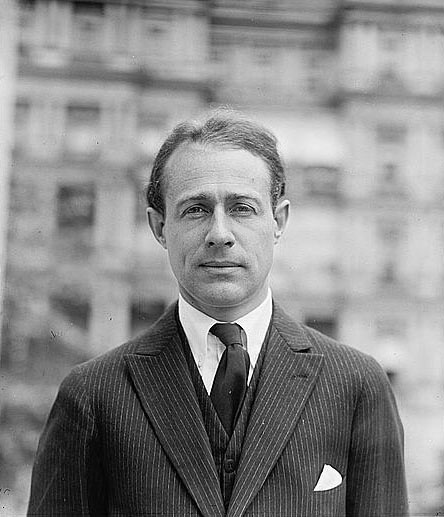
John Hays Hammond, Jr.

John Hays Hammond, Jr. (* 13. April 1888 in San Francisco, Kalifornien; † 12. Februar 1965 in New York City, New York) war ein US-amerikanischer Erfinder und Sohn des Montanwissenschaftlers und Diplomaten John Hays Hammond. In den USA wurde er bekannt als „Vater der Funkfernsteuerung“.

## Frühe Jahre
Nach der Geburt in San Francisco zog seine Familie im Jahr 1893 nach Südafrika, wo sein Vater als Ingenieur in den dortigen Minen Anstellung fand. 1898 zog die Familie nach England. Dort entwickelte der junge Hammond ein Faible für alte Schlösser und das Leben früherer Zeiten. Um die Jahrhundertwende kehrten die Hammonds zurück in die USA.

## Die Ziehväter Thomas Edison und Alexander Graham Bell
Im Alter von 12 Jahren begleitete Hammond seinen Vater auf einer Geschäftsreise zur Firma Thomas Edisons in West Orange, New Jersey. Hammond stellte dem berühmten Erfinder so viele Fragen, dass Edison ihm höchstpersönlich seine Firma zeigte. Die beiden blieben bis zum Tode Edisons 1931 in Kontakt.
Während seines Studiums an der Yale University lernte Hammond Alexander Graham Bell kennen und beschäftigte sich im Folgenden mit dem Gebiet der Funkwellen. Auch mit Bell verband Hammond eine lebenslange persönliche Freundschaft.

## Tätigkeiten als Erfinder
Nach seinem Abschluss 1910 wurde Hammond am Patentamt der USA angestellt. Nachdem er dort beruflich aufgestiegen war, gründete er das Hammond Radio Research Laboratory. Insgesamt sind etwa 800 Patente und 400 Erfindungen im Bereich der Funkwellen oder mariner Waffen unter seinem Namen verzeichnet.
2004 erschien seine Biografie Living in the Past, Looking to the Future.